# الرقل (صرواح)

تعديل مصدري - تعديل

الرقل هي إحدى قرى عزلة المحجزة بمديرية صرواح التابعة لمحافظة مأرب، بلغ تعداد سكانها 226 نسمة حسب تعداد اليمن لعام 2004.